# Édouard Collin
Pour les articles homonymes, voir Collin.
Ne doit pas être confondu avec Léopold Édouard Collin.
 (octobre 2016).
Si vous disposez d'ouvrages ou d'articles de référence ou si vous connaissez des sites web de qualité traitant du thème abordé ici, merci de compléter l'article en donnant les références utiles à sa vérifiabilité et en les liant à la section « Notes et références ».
 (juillet 2020).
Édouard Collin, né le 28 février 1987 à Bagnolet (Seine-Saint-Denis), est un acteur français.

## Biographie
Édouard Collin est né le 28 février 1987 à Bagnolet (Seine-Saint-Denis). Il passe la plus grande partie de son enfance à Paris, où il vit avec sa mère, comédienne. Lorsque celle-ci déménage à Marseille, alors qu'il est âgé de douze ans, il s'installe chez sa grand-mère pour ne pas quitter les cours de théâtre auxquels il est inscrit.

## Carrière

### Les débuts
Il obtient son premier rôle en 2004, dans le film Crustacés et Coquillages (sorti en 2005) d'Olivier Ducastel et Jacques Martineau. Il devient ensuite brièvement négociateur immobilier, tout en continuant à suivre des cours de théâtre. En janvier 2005, il intègre la troupe de Roger Louret, en tant que comédien-chanteur, ce qui lui permet de se produire au Zénith de Paris à plusieurs reprises.
En 2005, sa carrière est également marquée par le tournage d'un deuxième film, Les Irréductibles de Renaud Bertrand, dans lequel il joue aux côtés de Jacques Gamblin et Kad Merad, ainsi que dans deux épisodes de la série Madame le Proviseur, avec Éva Darlan, diffusée sur France 2.

### Fulgurance et notoriété
La sortie en salles du film Crustacés et Coquillages lui vaut des articles dans la presse gay (Têtu en France, mais aussi The Advocate aux États-Unis et A.X.M. au Royaume-Uni) et lui donne un début de notoriété. À la fin de l'année 2005, il joue le rôle de Mathan dans la pièce Un cœur sauvage de Christophe Botti (mis en scène par Christophe et Stéphane Botti) aux côtés de Julien Alluguette et Violaine Brebion. La pièce est un succès, et est éditée en DVD début 2006. 
Au printemps de la même année, il est choisi pour reprendre, à la suite d'Aurélien Wiik et Nicolas Vitiello, le rôle de Loïc dans la pièce à succès Les Amazones, avec Sonia Dubois, Fiona Gélin et Chantal Ladesou, pour les cent dernières représentations. Il reprend ce rôle dans la suite, Les Amazones, trois ans après, qu'il joue entre janvier et juin 2007. Entre-temps, il tourne dans le « teen movie » Hellphone, réalisé par James Huth. Il est le méchant Franklin et donne la réplique à Jean-Baptiste Maunier. Il est également choisi par Marc Angelo pour jouer dans le téléfilm Marie Humbert, l'amour d'une mère, pour TF1 : le téléfilm met en scène l'histoire de Vincent Humbert, jeune accidenté de la route devenu par la suite tétraplégique et qui a sollicité le droit de mourir au président de la République dans une lettre adressée à l'Élysée.
Entre janvier et juin 2008, il joue au Théâtre Tristan-Bernard dans la pièce Une Souris Verte de Jean-Marie Besset, en février il fait la couverture du magazine Têtu, torse nu, qui le décrit comme une « révélation ». (Il sera de nouveau en couverture du magazine en mai 2014). Durant l'été, il est le personnage principal d'une publicité pour un téléphone portable Sony Ericsson, spot dans lequel il joue un jeune urbain qui, motivé par des sms, se met à chanter dans la rue et le métro en écoutant une chanson de Julien Doré dans son mobile, ce qui incite la foule autour à chanter avec lui.
À partir de mars 2009, il joue dans Panique au ministère au Théâtre de la Porte-Saint-Martin, à Paris (aux côtés d'Amanda Lear, de Natacha Amal et du metteur en scène de la pièce, Raymond Acquaviva), dont la 301e et dernière représentation a été donnée le samedi 19 juin 2010 avant une tournée en province en Suisse et en Belgique pendant la saison 2010-2011. La captation de la pièce sera diffusée mainte fois sur France 4, Paris Première et France 2.
Il reprend en 2012 le rôle de l'entraîneur sportif dans Lady Oscar avec Amanda Lear au Théâtre de la Renaissance avant une nouvelle tournée dans toute la France en 2012-2013, la Suisse et la Belgique.
Le 13 mai 2014, il commence les représentations d'une nouvelle pièce Revenir un jour au Palais des Glaces à Paris. Cette pièce raconte l'histoire du retour d'un boys band phare du début des années 2000 plus de dix ans après sa séparation. Il y joue Alex, ancien leader du groupe qui a mal géré la fin du phénomène boys band tombant dans la drogue et l'alcool... Il incarne un personnage plus noir que dans ses précédentes pièces. Il chante et danse également dans ce spectacle.
Après une tournée en 2014-2015 dans la pièce « Mariage Plus Vieux, Mariage Heureux » aux côtés de Patrice Laffont et Julie Arnold, il retrouve les planches parisiennes pour la suite de Panique au ministère intitulée « La Candidate » avec Amanda Lear au théâtre de la Michodière entre Février et mai 2016 avant une tournée entre janvier et mai 2017.
À l'automne 2018, il incarne le personnage de Mathias Desprez dans la série de France 3 Plus belle la vie. Il reprend son rôle à l'été 2019 pour une nouvelle intrigue. Son personnage est à chaque fois censé mourir, mais s’en sort inexorablement...
En mai 2019, il crée son premier seul en scène « Mes Adorées » qu'il a écrit dans une mise en scène d’Izabelle Laporte. Spectacle très personnel dans lequel il raconte son enfance et son adolescence avec sa mère et ses grands-mères. Après une première date qui affiche complet en quelques heures, le spectacle doit revenir bientôt...
Il est de nouveau en tournée entre octobre 2019 et février 2020 dans la comédie « Coup de Griffe » aux côtés de Noëlle Perna. La pièce sera diffusée sur Comédie+ puis sur Paris Première.
En juin 2021, il reprend son seul en scène « Mes Adorées » au Théâtre du Marais à Paris. À l’origine prévue pour trois représentations, cette reprise comptera finalement huit dates qui afficheront toutes complètes.

## Filmographie

### Cinéma
- 2005 : Crustacés et Coquillages d'Olivier Ducastel et Jacques Martineau : Martin
- 2006 : Les Irréductibles de Renaud Bertrand : Philippe
- 2007 : Hellphone de James Huth : Franklin Tour
- 2008 : Nés en 68 d'Olivier Ducastel et Jacques Martineau : Christophe

### Télévision
- 2006 : Madame le Proviseur (2 épisodes) de Philippe Bérenger : Lucas Brissot
- 2007 : Clara Sheller (saison 2) d'Alain Berliner : Brad
- 2007 : Marie Humbert, le secret d'une mère de Marc Angelo : Vincent Humbert
- 2011 : Le monde à ses pieds de Christian Faure
- 2011-2012 : La smala s'en mêle de Didier Grousset : Rémi
- 2013 : Camping Paradis (saison 5, épisode 6 : Les 12 travaux au camping de François Guérin) : Thomas Lièvremont
- 2015 : Le Sang de la vigne (saison 6, épisode 1 : Un coup de rosé bien frappé de Régis Musset) : Thibaut Berger
- 2016 : Nina (saison 2, épisodes 2 à 6) : Nicolas Bourget, militaire amputé de la jambe
- 2018 - 2019 : Plus belle la vie : Mathias Desprez
- 2019 : Caïn (saison 7, épisode 4 : Mise à nu) de Jason Roffé : Enzo
- 2021 : Les Invisibles (saison 1, épisode 1) de Chris Briant : Jonathan
- 2021 : Tandem (saison 6, épisodes 63-64 de Lionel Chatton) : Romain Sirinelli
- 2023 : Demain nous appartient : Vincent "Vince" Germain

## Théâtre
- 2005 : Un cœur sauvage de Christophe Botti, mise en scène Stéphane Botti et Christophe Botti, Tango à Paris
- 2006 : Les Amazones de Jean-Marie Chevret, mise en scène Jean-Pierre Dravel et Olivier Macé, Théâtre Rive Gauche
- 2007 : Les Amazones, trois ans après de Jean-Marie Chevret, mise en scène Jean-Pierre Dravel et Olivier Macé, Théâtre de la Renaissance
- 2008 : Une souris verte (The Little Dog Laughed) de Douglas Carter Beane, adaptation Jean-Marie Besset, mise en scène Jean-Luc Revol, Théâtre Tristan Bernard
- 2009 : Panique au ministère de Jean Franco et Guillaume Mélanie, mise en scène Raymond Acquaviva, Théâtre de la Porte-Saint-Martin, Théâtre de la Renaissance
- 2010 : Panique au ministère de Jean Franco et Guillaume Mélanie, mise en scène Raymond Acquaviva, Théâtre des Nouveautés
- 2011 : Féminin, étrange et préjugés de Natacha Amal, mise en scène Natacha Amal et Olivier Werner, Festival d'Avignon off-Théâtre du Roi René
- 2012 : Lady Oscar de Guillaume Mélanie, mise en scène Éric Civanyan, Théâtre de la Renaissance
- 2014 : Revenir un jour de Franck Le Hen, mise en scène Olivier Macé, Palais des Glaces
- 2014 : Mariage plus vieux mariage heureux de Bruno Druart, mise en scène Jean-Pierre Dravel et Olivier Macé, tournée France, Suisse, Luxembourg, Belgique
- 2016 : La Candidate de Jean Franco et Guillaume Mélanie, mise en scène Raymond Acquaviva, Théâtre de la Michodière
- 2019 : Coup de Griffe, de Bruno Druart et Patrick Angonin, mise en scène Olivier Macé, tournée - Captation Comédie+ et Paris Première
- 2021 : Mes Adorées d'Edouard Collin, mise en scène Izabelle Laporte,Théâtre du Marais
- 2023 - 2024 : Révélations de Jean-Éric Bielle, mise en scène de Arnaud Lemort, Théâtre de Passy
- 2024 : Bonjour ivresse ! de Franck Le Hen, Théâtre de Passy